# Жамалдаев, Салман
Салма́н Жамалда́ев (17 февраля 1989 года, Гойты, Урус-Мартановский район, Чечено-Ингушская АССР, РСФСР, СССР) — российский боец смешанных единоборств, чемпион мира по шутбоксингу, чемпион России по панкратиону, чемпион Юга России по грэпплингу, мастер спорта по вольной и греко-римской борьбе. Бывший чемпион WFCA и ACB в полулёгком весе.

## Карьера
В 2002 году начал заниматься вольной борьбой под руководством тренера Турпала Магомадова. В бойцовском клубе «Беркут» занимается с момента его основания в 2010 году. Его тренером в настоящее время является Беслан Исаев.
Профессиональную карьеру в MMA начал в 2012 году с поражения хорватскому бойцу Антуну Рачичу на турнире M-1 Challenge 33. После этого дрался в таких промоушенах, как ProFC, АСВ, WFCA и т. д., неизменно одерживая победы. Свой первый титул завоевал в 2016 году на WFCA 30 в финале Grand Prix Akhmat против Магомедрасула Хасбулаева. Дважды защищал пояс в пединках с Фелипе Фроесом и повторно Магомедрасулом Хасбулаевым. После объединения WFCA и АСВ в единую лигу ACA стал её чемпионом в полулёгком весе, выиграв Марата Балаева на ACA 93. Потерял пояс при защите во втором бою с Фелипе Фроесом на ACA 100.

## Титулы
- Чемпион лиги World Fighting Championship Akhmat (WFCA) в полулёгком весе.
- Чемпион лиги Absolute Championship Berkut (ACB) в полулёгком весе.

## Таблица выступлений
| Результат | Дата                 | Турнир                                               | Соперник                            | Страна     | Раунд | Время | Метод                                     | Примечание                                     |
| --------- | -------------------- | ---------------------------------------------------- | ----------------------------------- | ---------- | ----- | ----- | ----------------------------------------- | ---------------------------------------------- |
| Победа    | 28 августа 2021      | ACA 127: Керефов — Албасханов                        | Диего Брандао                       | Бразилия   | 3     | 5:00  | Решением (большинством судейских голосов) |                                                |
| Победа    | 26 марта 2021        | ACA 120: Фроес — Хасбулаев                           | Диего Брандао                       | Бразилия   | 2     | 1:06  | Дисквалификация (запрещённый удар)        |                                                |
| Победа    | 4 октября 2020       | ACA 112: Жубилеу — Дудаев                            | Алексей Полпудников                 | Россия     | 3     | 5:00  | Решением (раздельным)                     |                                                |
| Поражение | 4 октября 2019       | ACA 100 Grozny                                       | Фелипе Фроес                        | Бразилия   | 5     | 5:00  | Решением (единогласным)                   | Бой за титул чемпиона ACA в полулёгком весе    |
| Победа    | 16 марта 2019        | ACA 93 St. Petersburg                                | Марат Балаев                        | Россия     | 5     | 5:00  | Решением (единогласным)                   | Завоевал титул чемпиона ACA в полулегком весе  |
| Победа    | 4 мая 2018           | WFCA 48 Zhamaldaev vs. Khasbulaev 2                  | Магомедрасул Хасбулаев              | Россия     | 5     | 5:00  | Решением (единогласным)                   | Защитил титул чемпиона WFCA в полулегком весе  |
| Победа    | 4 октября 2017       | WFCA 43 Grozny Battle                                | Фелипе Фроес                        | Россия     | 5     | 5:00  | Решением (раздельным)                     | Защитил титул чемпиона WFCA в полулегком весе  |
| Победа    | 21 мая 2017          | WFCA 38 Grozny Battle                                | Алехандро Солано Родригес           | Россия     | 3     | 5:00  | Решением (единогласным)                   | Нетитульный бой                                |
| Победа    | 4 октября 2016 года  | WFCA 30 2016 WFC Akhmat Grand Prix Final             | Магомедрасул Хасбулаев              | Россия     | 5     | 5:00  | Решением (единогласным)                   | Завоевал титул чемпиона WFCA в полулегком весе |
| Победа    | 22 мая 2016 года     | WFCA 22 — Grand Prix Akhmat                          | Фабиано Сильва да Консейсау         | Бразилия   | 3     | 5:00  | Решением (раздельным)                     |                                                |
| Победа    | 12 марта 2016 года   | WFCA 16 — Grand Prix Akhmat 2016                     | Кевин Петши                         | Франция    | 3     | 5:00  | Решением (единогласным)                   |                                                |
| Победа    | 26 декабря 2015 года | WFCA — Grozny Battle 13                              | Джони Сэловэара                     | Финляндия  | 3     | 5:00  | Решением (раздельным)                     |                                                |
| Победа    | 4 октября 2015 года  | WFCA 9 — Grozny Battle                               | Алонзо Мартинес                     | Бразилия   | 1     | 0:48  | Нокаутом (удар)                           |                                                |
| Победа    | 13 июня 2015 года    | World Fighting Championship Akhmat — Grozny Battle 3 | Франсиско Сильдерлан Лима да Сильва | Бразилия   | 1     | 0:51  | Техническим нокаутом (удары)              |                                                |
| Победа    | 14 марта 2015 года   | Akhmat MMA — Grozny Fights                           | Святослав Шабанов                   | Россия     | 1     | 4:33  | Сабмишном (удушение треугольником)        |                                                |
| Победа    | 6 апреля 2014 года   | Absolute Championship Berkut — Grand Prix Berkut 5   | Ержан Эстанов                       | Казахстан  | 1     | 2:35  | Нокаутом (удар)                           |                                                |
| Победа    | 2 марта 2014 года    | Absolute Championship Berkut — Grand Prix Berkut 1   | Зафар Салимов                       | Узбекистан | 1     | 1:58  | Сабмишном (удушение сзади)                |                                                |
| Победа    | 25 октября 2013 года | Radmer — Radmer 5                                    | Владимир Егоян                      | Россия     | 1     | 3:08  | Техническим нокаутом (удары)              |                                                |
| Победа    | 10 апреля 2013 года  | Berkut Cup 2013 — 4 Round                            | Тамерлан Тузуркаев                  | Россия     | 2     | 2:22  | Техническим нокаутом (удары)              |                                                |
| Победа    | 20 марта 2013 года   | Berkut Cup 2013 — 1 Round                            | Иса Гилхаев                         | Россия     | 1     | 4:10  | Сабмишном (удушение сзади)                |                                                |
| Победа    | 15 декабря 2012 года | ProFC 45 — Thunder in Grozny                         | Артём Жук                           | Беларусь   | 1     | 1:30  | Сабмишном (удушение сзади)                |                                                |
| Поражение | 6 июня 2012 года     | M-1 Challenge 33 — Emelianenko vs. Magomedov 2       | Антун Рачич                         | Хорватия   | 2     | 3:36  | Сабмишном (удушение гильотиной)           |                                                |